# John Carpenter (milionář)
John Carpenter (* 24. prosince 1967, Hamden, Connecticut) se 19. listopadu 1999 stal prvním vítězem v americké verzi pořadu Chcete být milionářem?, kde vyhrál obnos 1 000 000 dolarů. Do té doby, než v televizní hře Twenty One vyhrál Rahim Oberholtzer 1 120 000 dolarů, byl Carpenter držitelem rekordu nejvyšší peněžní výhry v televizních show USA.
John Carpenter v soutěži reálně nepoužil jedinou nápovědu. Formálně však při poslední otázce za milion dolarů, která zněla „Který z těchto prezidentů USA se objevil v televizním seriálu Laugh-in?“, použil pomoc na telefonu. Možnosti byly A) Lyndon Johnson, B) Richard Nixon, C) Jimmy Carter a D) Gerald Ford. John zavolal svému otci a vedl s ním následující konverzaci:
(moderátor) Regis Philbin: …Johne, odteď máte třicet sekund.

John: Oh... Ahoj, tati.
(otec) Tom: Ahoj!
John: No… Nepotřebuju tvoji pomoc, jen jsem ti chtěl říci, že vyhraju milion dolarů,…
(diváci se smějí a poté tleskají)
John: (s 8 sekundami zbývajícími do konce nápovědy) …protože prezident USA, který se objevil v 'Laugh-In' je Richard Nixon, a to je moje konečná odpověď.
Regis: Dobře, páni. Co na to říci… kromě… Debbie (Johnova žena), jedete do Paříže a toto je konečná odpověď, kterou slyší celý svět, vyhrál milion dolarů!

(diváci se radují)